# Freddie Keppard
Freddie Keppard (New Orleans, 27 febbraio 1890 – 15 luglio 1933) è stato un musicista statunitense.
Fu uno dei primi cornettisti jazz.

## Biografia
Keppard nacque nella comunità creola di New Orleans, Louisiana. Anche suo fratello maggiore, Louis Keppard, era un musicista professionista. Freddie suonò violino, mandolino e accordion prima di passare alla cornetta. Dopo aver suonato con l'orchestra Olympia, si unì alla Eagle Band di Frankie Duson prendendo il posto dell'ex capo orchestra Buddy Bolden. Subito dopo l'uscita di Bolden dalla scena musicale, Keppard venne proclamato "King Keppard" come il miglior suonatore di cornetta della città.
Nel 1914 Joe "King" Oliver vinse un "cutting contest" musicale e reclamò la corona di Keppard; poco dopo Keppard accettò di unirsi alla band di Bill Johnson a Los Angeles.
Il gruppo di Johnson e Keppard diventò la Original Creole Orchestra che si esibiva nel circuito vaudeville, dando alla gente una prima dimostrazione di quella musica che di lì a poco avrebbe assunto la definizione di "jazz". Nel 1915, mentre suonavano con successo in un ingaggio a New York City, alla band venne offerta l'occasione di incidere un disco per la Victor Talking Machine Company. In retrospettiva, probabilmente questa avrebbe potuto essere la prima incisione di musica jazz in assoluto. Come spesso si è raccontato, Keppard non volle incidere perché temeva che qualcuno gli rubasse le idee "copiando la sua roba". La casa discografica gli offrì un compenso di 25 dollari per registrare un disco (un compenso abbastanza alto all'epoca per un esordiente), ma comunque meno di quanto Keppard guadagnasse esibendosi nel circuito dei teatri. La sua risposta all'offerta, secondo quanto affermato da Lawrence Gushee nelle sue ricerche, fu: «Twenty-Five dollars? I drink that much gin in a day!» ("25 dollari? Ne bevo di più in gin in un solo giorno!"). I ricordi degli altri membri della Creole Orchestra rivelarono che un altro fattore importante nella rinuncia di Keppard fu che la Victor aveva chiesto loro di effettuare una "registrazione di prova" preliminare senza compenso, e che la band si rifiutò, temendo che fosse un trucco per indurli a registrare un disco senza essere pagati.
Nel 1917 Keppard si stabilì a Chicago, che rimarrà per sempre la sua casa (eccetto che per un breve soggiorno sulla East Coast per un ingaggio con la band di Tim Brymn nel 1920 circa). Egli lavorò a Chicago sia come solista sia con le band di Jimmie Noone, Johnny Dodds, Erskine Tate, Doc Cooke, Don Pasquall e Lil Hardin Armstrong.
Keppard fece tutte le sue registrazioni conosciute a Chicago dal 1924 al 1927. Le sole registrazioni in cui è sicuramente presente sono tre incise a suo nome come "Freddie Keppard's Jazz Cardinals" e una dozzina con l'Orchestra di Doc Cooke, molte delle quali sono pesantemente arrangiate e in cui Keppard è relegato al ruolo di seconda tromba. La sua Stockyard Strut è un'improvvisazione sul tema e gli accordi di Tiger Rag. Ci sono poi altre registrazioni in cui egli plausibilmente suona, e molte altre dubbiamente attribuite a lui. Lo stile di Keppard fu largamente imitato sia a New Orleans che a Chicago.
Molti dei suoi contemporanei raccontarono che Keppard era già in fase calante quando si decise ad incidere su disco la propria musica oppure che le suddette registrazioni non rendono giustizia alla sua effettiva abilità di musicista. Nondimeno, un attento ascolto delle sue opere rimasteci rivelano un'abilità tecnica fuori del comune e una propensione avventurosa all'improvvisazione, anche se in uno stile arcaico rispetto al jazz a venire.
Lo stile di Keppard era molto più raggy rispetto a quello di Oliver (uno stile tinto di blues). Mentre Oliver ebbe più ammiratori, alcune preferenze furono questione di gusto; Jelly Roll Morton, Lil Hardin Armstrong e Wellman Braud pensavano che Keppard fosse superiore a Oliver.
Diversi musicisti che avevano ancora memoria di Buddy Bolden dissero che Freddie Keppard era colui che più di tutti suonava in un modo simile a Bolden.
Negli ultimi anni della sua vita Keppard soffrì di alcolismo e tubercolosi e morì dimenticato a Chicago.

## Discografia
1923-27 The Complete Set 1923-1926 (Retrieval , 1999) Tutto cio che Keppard ha inciso nella sua breve esistenza. Gli ultimi tre brani sono gli unici a suo nome.